# Carbonaria
Carbonaria is een geslacht van spinnen uit de familie trilspinnen (Pholcidae).

## Soorten
Het geslacht kent de volgende soort:
- Carbonaria cordiformis González-Sponga, 2009